# Voie romaine Metz-Trèves
La voie romaine Metz-Trèves reliait Divodurum (ou Divo Durimedio Matricorum sur la carte de Peutinger) à Augusta Treverorum (Aug. Tres Viroii.).

## De Metz à Trèves
A partir de Metz-Divodurum Mediomatricorum, cette voie est double le long de la Moselle. Une branche, sur la rive droite, semble être la voie établie originellement par Agrippa car elle s'écarte plus que l'autre de la rivière et traverse un pays assez accidenté.À l’est de Metz, une voie romaine dite « route du Palatinat » relie Worms et Mogontiacum (Mayence). Elle suit à peu près le tracé de l'autoroute de Sarrebruck. La voie allant vers Trèves s'en détache sur les hauteurs de Saint-Julien-lès-Metz.
L'autre branche, sur la rive gauche, est plus régulière et plus directe, comme si l'on avait cherché à améliorer les communications : à partir de Hettange-Grande (Caranusca), elle file en ligne droite dans le paysage jusqu'à Dalheim, au Luxembourg. Elle semble avoir pris le dessus sur l'autre et avoir attiré un développement plus accentué sur son cours.

Cette voie romaine est très visible sur Google earth depuis la frontière avec le Luxembourg car vers le sud elle longe le golf du château de Preich jusqu'au village de Boust où elle est nommée route des roses puis route des romains, elle continue vers le sud en passant par Hettange Grande  au nom de route de Rome, puis elle traverse l'ouest de Thionville au nom de route des romains. On la retrouve à Maizières les Metz au nom de voie romaine pour aboutir à Metz sous le nom de route de Rombas  A noté qu'à Mondorff il existe "Le Castel" un ancien éperon barré transformé en oppidum romain sur lequel est construit la Chapelle St Sauveur auquel on accède par un chemin de croix. Cet oppidum devait certainement protéger cette route importante qui passe à quelques centaines de mètres. 
Plusieurs relais sont connus dans la région thionvilloise, ceux de Florange Daspich et de Hettange-Grande Suzange, qui est vraisemblablement le Caranusca mentionné sur la Carte de Peutinger, et l'important vicus de Yutz, dont le nom était Judicium.
Vers le nord elle traverse la Frontière France / Luxembourg à Altwies et se nomme Rue des romains pour continue vers Dalheim où existe un site  romain "Ricciacum" Sur la table de Peutinger, la station mentionnée sous le nom de Ricciaco correspond à Ricciacum, ou Vicus Ricciacus doté de grands bâtiments publics, temples, théâtre de 3.500 spectateurs, thermes,est situé à cote du village luxembourgeois de Dalheim